# Mr.ビッグ (龍虎の拳)
Mr.ビッグ（ミスター・ビッグ、Mr.Big）は、SNK（SNKプレイモア）の対戦型格闘ゲーム『龍虎の拳』や『ザ・キング・オブ・ファイターズ』などに登場する架空の人物。

## キャラクター設定
サウスタウンを牛耳る「ある組織」の大幹部で、『龍虎の拳』（以下初代『龍虎』と表記）におけるユリ・サカザキ誘拐事件の首謀者。
スキンヘッドが特徴で黒い口髭・顎髭を生やしており、サングラスとボア付きのロングコートを着用した大柄な男性。ただし、頭髪については公式回答として「手入れは欠かさず毎日剃っている」としている書籍があったり、スタッフが「Mr.BIGの髪はハゲなのか剃っているのか」という質問に対して「ハゲです」と回答していたりと、厳密な意味でのスキンヘッドに当て嵌まるかははっきりしない。
ユリ誘拐の目的はユリの父である無敵の格闘家のタクマ・サカザキを手中にすることであり、これは『龍虎の拳2』（以下『龍虎2』と表記）のオープニングデモで明らかになっている。後にユリが自分のプロフィールで嫌いな物に「タコ」を挙げているのは、この誘拐事件が原因だとされている（タコ＝スキンヘッド＝Mr.ビッグと認識してしまうため）。
元は陸軍の特殊部隊に所属していた軍人であったが、作戦中に墜落事故を起こしてしまったジョン・クローリーを助けるために命令違反を犯したことで特殊部隊から追放された。戦闘においては特殊部隊時代に培ったとされる、2本の短い棍を使った棒術で戦う。本名が「ジェームス」であること以外の経歴については不明な点が多い。過去に自身が過ごしていた孤児院に対して匿名で寄付を続けている義理堅い一面を持っている。
組織内で若くして頭角を現しつつあるギース・ハワードとは同僚であり、敵対関係でもある。『龍虎2』ではビッグのみ選手としての出場ではなく、大会の主催者であるギースの計画を潰すため、参加者を手当たり次第に闇討ちしていくというストーリーになっている。ゲーム中である条件を満たすと隠しボスとしてギースが現れ、その際の対話デモにてギースから「サウスタウンは自分の街」「お前には消えてもらう」という事実上の宣戦布告をされる。ビッグはギースの支配者ぶりを嘲笑うも、彼の思い通りにさせる訳にはいかないため、「楽にしてやる」と言い放って戦いに突入する。
ただしスーパーファミコン版（以下SFC版と表記）の初代『龍虎』のオリジナルエンディングではビッグはギースの配下という設定であり、ユリ誘拐事件もギースの命令で行っている。また、ギースに「ジェフ・ボガードを抹殺しないと危険です」と進言している。
『餓狼伝説 City of the Wolves』（以下『餓狼CotW』）ではシーズンパス1のDLCキャラクターとして登場が決定し、2026年に実装予定。また『餓狼CotW』のロック・ハワードとカイン・R・ハインラインのストーリーにて先行登場を果たしている。『餓狼伝説』シリーズが『龍虎の拳』シリーズの未来の話であるため、『餓狼CotW』では口周りの髭が白髭になっている。
『ザ・キング・オブ・ファイターズ』（以下『KOF』と表記）シリーズでは、『KOF'96』（以下『'96』と表記）においてギース、ヴォルフガング・クラウザーとともに「ボスチーム」として出場する。組織、および組織内での自分の権力を拡大するため、ギースらを利用しようとするが、結局はオロチの力を探らんとするギースに利用されてしまう。その借りを返すべくゲーニッツとの戦いの後に部下にギースを狙撃させるも、銃弾はビリー・カーンの三節棍により防がれている。なお、『'96』でのビッグとギースの対面は『餓狼伝説』・『龍虎の拳』の時間の流れでは本来はあり得ないものである（ギースは『餓狼伝説』シリーズでの姿で登場するが、『餓狼伝説』シリーズは『龍虎2』から10年が経過した世界のため。『'96』での年齢設定もギースのほうがビッグよりも8歳年上と設定されている）。時系列がパラレルである『KOF』だからこそ可能な「ドリームチーム」である。
『'96』以降の登場デモではボディコン姿の2人の女性（彼女らの詳細は不明）を侍らせ、そのうちの1人が「彼はすごいわよ」と発言する。『KOF'98』（通常版）のアメリカステージの背景や『KOF2002』のイタリアステージの背景でもビッグは彼女らと一緒に登場する。
『KOF'98 ULTIMATE MATCH』（以下『'98UM』と表記）では『'96』では不可能だった援護攻撃が、クラウザーとチャン・コーハンとチョイ・ボンゲのみ援護可能になる。また『'98UM』ではチャンとチョイとのチームエディット専用のエンディングがある。
PlayStationのアドベンチャーゲーム『ザ・キング・オブ・ファイターズ 京』ではギースと草薙柴舟とともにバトルモードで選択できるイベントキャラクターとして登場する。

## 他のメディアでのMr.ビッグ
アニメ『バトルスピリッツ 龍虎の拳』でもユリ誘拐事件の首謀者だが、原作ゲームのようにタクマ・サカザキが絡んでこないため、その目的は「シリウスの瞳」と呼ばれる宝石を手に入れることに変わっている。
天獅子悦也のSNK対戦型格闘ゲームのコミカライズ作品では『龍虎の拳』と『龍虎の拳2』と『ギース・ハワード外伝』の「CHAPTER:1 神童」に登場する。
デラックスボンボンに連載された『龍虎の拳』（著：ゴッセージ）では原作ゲームとは違い「ジョン・クローリーの用心棒を務める三つ子の殺し屋」に設定変更され、口調も丁寧な物になっている。
2010年にアメリカで製作された実写映画版『ザ・キング・オブ・ファイターズ』では冒頭で不知火舞に倒される相手として登場する。
『THE KING OF FIGHTERS ALLSTAR』では通常のビッグのほか、2020年3月27日より女体化されたプリティー・ビッグが登場。ストレートの黒髪を膝に届くほど長く伸ばした若い女性で、ボア付きのロングコートなどデザインの大枠は通常のビッグから引き継がれているが、ボトムは白いハーフパンツにアレンジされ、一部モーションでサングラスを掛けたり額に引っ掛けた姿を見せている。

## ゲーム上の特徴
初代『龍虎』にて、最終ボスであるMr.カラテの前に戦う中ボスとして初登場。判定が強い通常技や高速で突っ込んでくる突進技「クロスダイビング」でプレイヤーに襲い掛かる。本作ではジャンプができないという致命的な欠点があった。対人戦で使用するには、彼の登場ステージで対戦乱入するか、彼を倒した時点まで進めたメモリーカードが必要となる。対人戦ではキャラクター性能は少し抑えられている（Mr.カラテも同様）。
次作の『龍虎2』では最初から使用可能であり、ジャンプもできるようになった。飛び道具の「グランドブラスター」の発生が早くなり、飛び道具の撃ち合いでも負けにくくなった。新技もいくつか追加されており、その内の1つである「ドラムショット」は、通常技をキャンセルして連続技に組み込むと効果的。前方へのダッシュは、リー・パイロンと同じく低姿勢で素早く接近するもので、相手に接近できたら投げに持ち込む戦法も取ることができる。一方で、他キャラクターがしゃがんでいると当たらない立ち攻撃や必殺技が、しゃがんでいても当たってしまう（技によっては防御に関係なく命中する）という不利な点もある。CPU戦では通常の場合は最後の敵として登場するが、一定条件を満たしてギースを登場させると初代『龍虎』と同様に中ボスに格下げとなる。
『'96』では、通常技が一新された上に、従来の必殺技の性能が若干変更され、新技も追加された。技のリーチが全体的に長くなっている。「グランドブラスター」は前方へ飛ばなくなっているが、攻撃判定の強い打撃技として使うことができる。「カリフォルニアロマンス」は、威力によって対空迎撃に使ったり、連続技に組み込んだりと用途が異なる。
『ネオジオバトルコロシアム』（以下『NBC』と表記）ではそれまでの地味な強さを覆し、全キャラクター中で最強と名高い地位にある。
PlayStation 2版『KOF XI』（以下PS2版『XI』と表記）では隠しキャラクターとして登場し、『'96』以来の参戦となった。『NBC』をベースにしているが、ゲームシステムの違いもあってかゲームバランスを崩すほどの強さではない。

## 技の解説

### 通常技

#### 『龍虎の拳2』
| 操作       | 立ち（近距離）       | 立ち（遠距離）         | しゃがみ   | 垂直ジャンプ           | 前方ジャンプ           | 後方ジャンプ           |
| ---------- | -------------------- | ---------------------- | ---------- | ---------------------- | ---------------------- | ---------------------- |
| 弱パンチ   | 中段棒突き           | 中段棒突き             | 下段棒突き | 跳び下段突き           | 跳び下段突き           | 跳び下段突き           |
| 強パンチ   | マシンガンスピア     | マシンガンスピア       | 棒足払い   | ツインウェーブショット | ツインウェーブショット | ツインウェーブショット |
| 弱キック   | 中段棒殴り           | 中段棒殴り             | 下段棒突き | 跳び下段               | 跳び下段               | 跳び下段               |
| 強キック   | ネックショット       | ミドルスイングショット | 棒足払い   | ツインウェーブショット | ツインウェーブショット | ツインウェーブショット |
| アッパー   | 棒振り上げ           | 棒振り上げ             |            |                        |                        |                        |
| ローキック | クロスアンダースピア | クロスアンダースピア   |            |                        |                        |                        |

#### 『KOF』シリーズ
技名が公表されている『'96』の名称のみ記載
| 操作           | 立ち（近距離）         | 立ち（遠距離）           | しゃがみ               | 垂直ジャンプ           | 前方ジャンプ           | 後方ジャンプ           |
| -------------- | ---------------------- | ------------------------ | ---------------------- | ---------------------- | ---------------------- | ---------------------- |
| 弱パンチ       | 上段突き               | 上段突き                 | 下段棒突き             | 跳び下段突き           | 跳び下段突き           | 跳び下段突き           |
| 強パンチ       | ネックショット         | ダブルゴージャス         | ゴージャス・カッター   | ツインゴージャス       | ツインゴージャス       | ツインゴージャス       |
| 弱キック       | グレイテストニー       | グレイテストハイ         | グレイテストヒットNO.1 | グレイテスト・JK       | グレイテスト・JK       | グレイテスト・JK       |
| 強キック       | ミリオンダラーニー     | ミリオンダラークラッシュ | ミリオンダラーヘル     | ミリオンダラーヘブン   | ミリオンダラーヘブン   | ミリオンダラーヘブン   |
| ふっ飛ばし攻撃 | ミドルスイングショット | ミドルスイングショット   |                        | ハイ・ファイ・ジャック | ハイ・ファイ・ジャック | ハイ・ファイ・ジャック |

### 通常投げ
ハイリフトスルー
『龍虎2』から追加。2本の棒で相手を掴んで、後方に投げ飛ばす。『KOF』シリーズや『NBC』でも使用する。
ミリオンダラーバスター
『KOF』シリーズで使用する通常投げ。棒で相手を掴んで持ち上げ、そのまま地面に叩きつける。ダウン回避不可。

### 必殺技
グランドブラスター
棍を振るい、地を這う衝撃波を起こす。『KOF』シリーズや『NBC』では端まで飛ばない。『龍虎の拳』シリーズでのコマンドとモーションはともに初代『龍虎』と『龍虎2』では全く違っていた。『KOF』シリーズではコマンドもモーションも『'96』以降のものに落ち着いた。
クロスダイビング
棍を構えたまま地を蹴り、低空を保ったまま高速で突進する。『'96』にてコマンドが変更され、モーションも横回転しながらの突進技に変更された。
ローリングスピア
初代『龍虎』のみの技。素早く前転しつつ、相手の目の前に近づいた瞬間に2本の棒で同時に突きを放つ中段突進技の一種。ネオジオ版などではCPUのビッグが出してくるが、対人戦では使用不可。
メガドライブ版とSFC版のみ対人戦で使用可能（SFC版は気力が黄色ゲージ以下の時に後ろ斜め下、前＋パンチボタン）。
スピニングランサー
『龍虎2』にて追加された技。回転しながら棍で攻撃、最後は棍を相手に伸ばして突く。『'96』にてコマンドが変更され、モーションも独楽のように回転しながら体当たりする技に変更された。『NBC』ではコマンドがボタン2つ同時押しになり、出すのが簡単になっている。『'98UM』では相手の飛び道具を反射する性能が追加され、また最後に棍で真横に突く動作が復活している。
ドラムショット
『龍虎2』にて追加された技。一定距離を突進して、ドラムを叩くように相手を2本の棒で連続で叩きつける。叩き終えるとポーズを決めるが、ヒット・ガードを問わず必ずポーズを取るため、大きな隙を晒す。『'98UM』では相手を掴んでから以下の「クレイジードラム」の動作で乱打する投げ技として再び使用されることになった。
クレイジードラム
『'96』にて追加された技。2本の棍で相手を乱打する。PlayStation 2版の『KOF2000』でのストライカー動作もこの技。
カリフォルニアロマンス
『'96』にて追加された技。飛び上がりながら棍を振るう。弱はその場で小さく飛び上がり、ガードポイントがあり、さらには判定も強いため、対空や反撃に使用可能。強は突進しながら連続で攻撃しつつ飛び上がるもので、主に連続技に組み込む。

### 隠し必殺技・超必殺技
ライトニングクロス
SFC版初代『龍虎』オリジナルの隠し必殺技。棍に気を纏わせた状態で「クロスダイビング」を放つ。
ブラスターウェーブ / ブラスターウェイブ
『龍虎2』より登場。作品によって『ブラスターウェイブ』とも表記される。前方で棍を交差させ、そこにリーチの長い稲妻のような気柱を発生させる。なお、超必殺技の飛び道具であるにもかかわらず、リョウ・サカザキの「空中虎煌拳」で相殺されてしまう。
『'96』以降は、リーチは短いが多段ヒットする複数の電撃に変更された。『'96』での超必殺技はこの技のみ。
ライジングスピア
『龍虎2』にて隠し必殺技として登場。相手を棍で空中に放り上げてから連続で何度も突く。最初に棍を振り上げる動作はガード不能。この動作が空振りすると、ビッグの気力だけが減る。
『NBC』にて復活し、最後に映画『サタデー・ナイト・フィーバー』を思わせるポーズで棍を突き込む（PS2版『XI』でも同様）。『'98UM』では『'96』の時の没ボイスデータを使用して復活を果たし、MAX版は最後に「ミリオンダラーバスター」の動作で相手を地面に叩き付ける。なお、『NBC』以降はコマンド投げ扱いとなっている。
ドラムショットタイフーン
『NBC』にて追加。相手に突進し、ヒットすると棍での打撃を連続で繰り出す乱舞技。

## 登場作品
- 龍虎の拳シリーズ
  - 龍虎の拳
  - 龍虎の拳2
- THE KING OF FIGHTERSシリーズ
  - THE KING OF FIGHTERS '96
  - THE KING OF FIGHTERS 2000（PS2版のみのマニアックストライカー）
  - THE KING OF FIGHTERS XI（PS2版の追加キャラクター）
  - THE KING OF FIGHTERS '98 ULTIMATE MATCH
- NEOGEO BATTLE COLISEUM
- SNK VS. CAPCOM 激突カードファイターズシリーズ（個別キャラクターカード）
- 餓狼伝説 City of the Wolves

## キャスト

### 担当声優
- マイケル・ビアード (Michael Beard) - 『龍虎の拳』[4]『龍虎の拳2』[4]
- 臼井雅基 - 攻略ビデオ『龍虎の拳2』
- 中まさる（中塚勝久） - 『KOF'96』、『KOF京』、『KOF2000』、『KOF'98 ULTIMATE MATCH』
- 柚木伸介 - 『ネオジオバトルコロシアム』、『KOF XI』（PS2版）
- 家弓家正 - アニメ『バトルスピリッツ 龍虎の拳』
- Cliff Lazenby - アニメ『バトルスピリッツ 龍虎の拳』英語版
- 小野友樹 - 実写映画版『ザ・キング・オブ・ファイターズ』日本語吹き替え
- 荒井勇樹 - 3DCGアニメ『THE KING OF FIGHTERS:DESTINY』、アプリ『THE KING OF FIGHTERS ALLSTAR』、『餓狼伝説 City of the Wolves』
- 齋藤綾 - アプリ『THE KING OF FIGHTERS ALLSTAR』：プリティー・ビッグ[5]

### 担当俳優
- 井手らっきょ（SFC版『龍虎の拳』のCM）
- サム・ハーグレイブ（実写映画版『ザ・キング・オブ・ファイターズ』）

## 関連人物
- ジョン・クローリー - 古くからの友人
- キング - かつての部下
- ジャック・ターナー - 不良グループ「ブラックキャッツ」の頭領。『龍虎』以前に一時的に屈服させたが、『龍虎2』以降は『餓狼CotW』の時代においても敵対している。
- リョウ・サカザキ - 目障りな若造
- タクマ・サカザキ - 『龍虎』にて娘のユリを誘拐し脅迫した。
- ユリ・サカザキ - 『龍虎』にてタクマを仲間に引き込むために誘拐した。
- ギース・ハワード - 組織内の厄介者、『KOF'96』『KOF'98UM』でのチームメイト
- ヴォルフガング・クラウザー - 『KOF'96』『KOF'98UM』でのチームメイト
- ロック・ハワード -『餓狼CotW』において実母を誘拐する。
- カイン・R・ハインライン -『餓狼CotW』において実姉を誘拐する（＝同上）。